# William Oughtred
William Oughtred   (Eton, 5 de maig de 1574 - Albury, 30 de juny de 1660), va ser un pastor anglicà, conegut com a matemàtic i per haver inventat el regle de càlcul en el segle xvii.

## Vida
El seu pare era mestre d'escriptura al Eton College i allà va rebre de nen una educació acurada. El 1592 va ingressar al King's College de Cambridge on es va graduar el 1596 i va obtenir el seu magister el 1600. Malgrat que no es donaven gaire matemàtiques ni a Eton ni a Cambridge en aquell temps, Oughtred s'hi va interessar força: com que patia d'insomni, aprofitava les nits per estudiar les matemàtiques que no hi havia a les classes.
El 1603 va ser ordenat ministre episcopal i el 1604 va esdevenir vicari a Shalford (Surrey). Des del 1610 fins a la seva mort va viure a Albury (Surrey) on va exercir de rector de la parròquia. La seva casa va ser constantment visitada per estudiants i erudits en matemàtiques cercant els seus coneixements i els seus consells. Entre els seus deixebles visitants més destacats es troba Seth Ward.

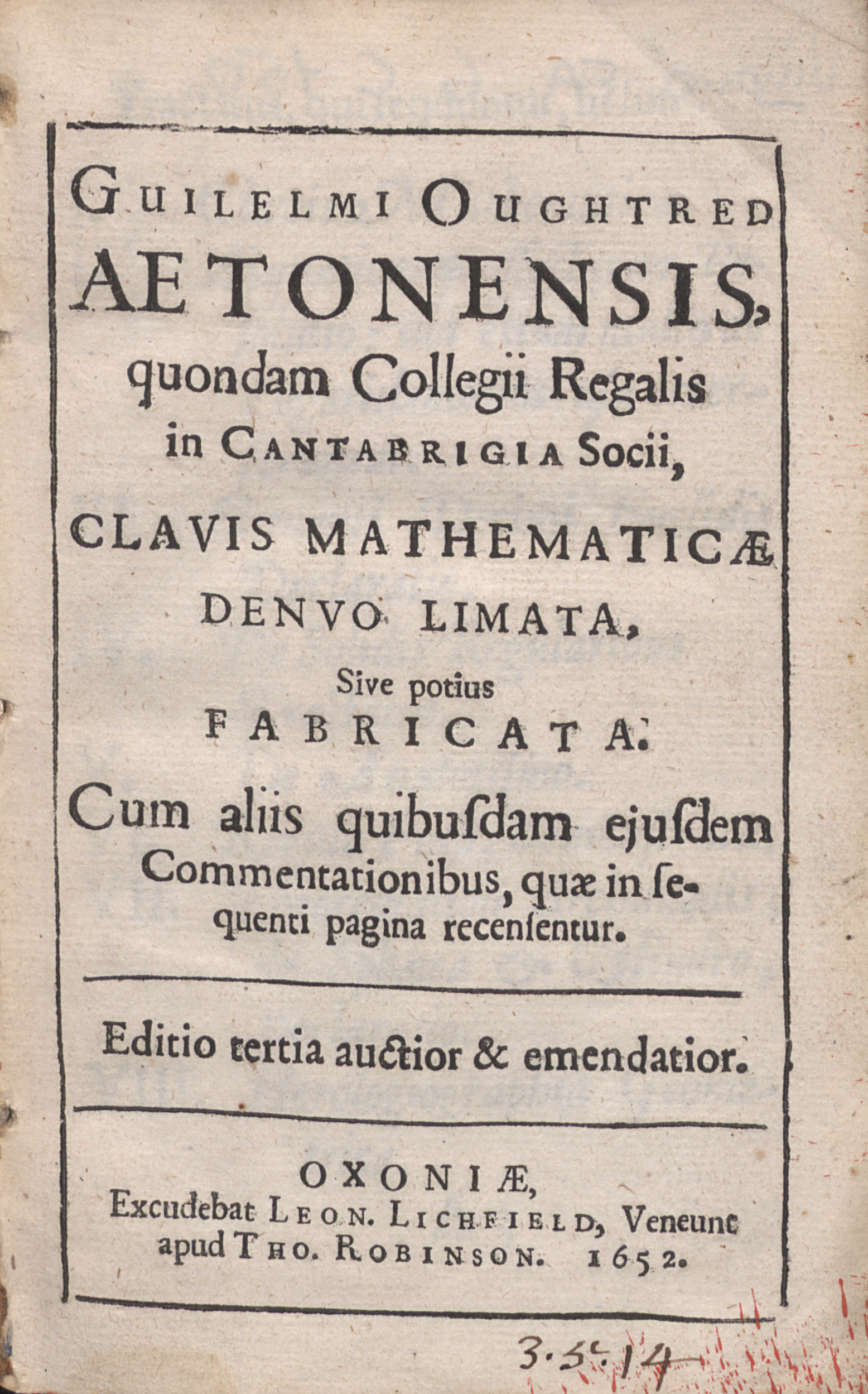
Clavis mathematicae, 1652

## Obra
L'obra més important d'Oughtred és el Clavis Mathematicae (La clau de les matemàtiques), de títol sencer: Arithmeticae in numeris et speciebus institutio quae tum logisticae, tum amalyticae, atque adeo totius mathematicae, quasi clavis est, publicat per primer cop el 1631. El llibre és un breu (només 88 pàgines) i concís tractat d'àlgebra en el que Oughtred defensa una escriptura de la matemàtica menys literària i més simbòlica, utilitzant molts dels símbols que avui s'han fet estàndard en la matèria, com el signe de multiplicar (una ics: ×), el de proporció (un doble dos punts: ::), i altres que ara ja resten en desús. Com que el llibre va aparèixer quan gairebé no existien a Anglaterra bons llibres de text sobre àlgebra, va tenir un notable èxit, ja que va ser reeditat el 1648, el 1652, el 1667 i el 1693 i també es van publicar traduccions a l'anglès el 1647 i el 1694. També va tenir molta influència, ja que matemàtics posteriors com John Wallis, Descartes o Newton el van fer servir en algun moment o altre.
També va publicar dues obres més de matemàtiques, en el camp de la trigonometria: Circles of Proportion (1632) i Trigonometrie (1657), a més d'altres opuscles menors.
Però l'aportació més original d'Oughtred és la invenció del regle de càlcul. Això no obstant, un alumne seu, Richard Delamain, va publicar una descripció de l'instrument abans que el mateix Oughtred; cosa que va generar una polèmica sobre la prioritat de l'autoria de l'invent. Basant-se en el concepte de logaritme i a les taules de logaritmes creades per John Napier i Henry Briggs, el regle de càlcul és una versió física d'aquestes taules: uns cercles (més endavant van ser rectes) concèntrics amb unes escales mòbils gravades que permetin obtenir el resultat de multiplicacions i divisions o d'altres operacions que involucren funcions trigonomètriques.